# Dumaagiin Sodnom
Dumaagiin Sodnom (mongol : Думаагийн Содном; né le 14 juillet 1933) est un homme politique mongol qui fut Secrétaire du Conseil des ministres de la République populaire mongole de 1984 à 1990.